# 全日本学生馬術連盟
一般社団法人全日本学生馬術連盟（いっぱんしゃだんほうじんぜんにほんがくせいばじゅつれんめい）は、日本の大学馬術の国内競技連盟である。略称学馬連（がくばれん）。

## 概要
大正時代に旧帝国大や私大で続々と馬術部が創設され、1928年（昭和3年）に前身となる日本学生馬術協会が設立。1951年（昭和26年）に全日本学生馬術王座決定戦を開催。1957年12月16日に日本馬術連盟の傘下団体として全日本学生馬術連盟が発足。1958年10月28日-29日に第1回全日本学生自馬馬術競技大会を開催した。
全日本学生馬術大会と 全日本学生馬術選手権・女子選手権大会を主催する。

## 主催大会
- 全日本学生馬術大会（全日本学生馬術三大大会）
  - 全日本学生賞典障害馬術競技大会
  - 全日本学生賞典馬場馬術競技大会
  - 全日本学生賞典総合馬術競技大会
  - M-D障害馬術競技
  - 第3課目A馬場馬術競技

- 全日本学生馬術選手権・女子選手権大会
  - 全日本学生馬術選手権大会
  - 全日本学生馬術女子選手権大会

## 基盤団体および加盟大学
日本国内を6地区に分け、それぞれで地区連盟が統括している。
- 北日本学生馬術連盟(8校)
  - 岩手大学、帯広畜産大学、北里大学、東北大学、弘前大学、福島大学、北海道大学、酪農学園大学
- 関東学生馬術協会(27校)
  - 青山学院大学、麻布大学、宇都宮大学、学習院大学、群馬大学、慶應義塾大学、慶應義塾大学(医学部)、昭和大学、成蹊大学、成城大学、専修大学、拓殖大学、千葉大学、中央大学、筑波大学、東海大学、東京大学、東京医科大学、東京農業大学、東京農工大学、日本大学、日本医科大学、日本獣医生命科学大学、法政大学、明治大学、立教大学、早稲田大学
- 中部学生馬術連盟(17校)
  - 愛知大学、愛知学院大学、愛知教育大学、金沢大学、岐阜大学、静岡大学、信州大学、名古屋大学、名古屋学院大学、名古屋工業大学、名古屋市立大学、新潟大学、福井工業大学、三重大学、名城大学、中京大学
- 関西学生馬術連盟(13校)
  - 大阪公立大学杉本キャンパス、大阪公立大学中百舌鳥キャンパス、関西大学、関西学院大学、京都大学、京都産業大学、近畿大学、甲南大学、神戸大学、天理大学、同志社大学、武庫川女子大学、立命館大学
- 中国四国地区学生馬術連盟(8校)
  - 愛媛大学、岡山大学、岡山理科大学、島根大学、鳥取大学、広島大学、広島工業大学、山口大学
- 九州学生馬術連盟(6校)
  - 鹿児島大学、九州大学、東海大学九州、福岡大学、宮崎大学、日本経済大学

## 著名な大学馬術部出身者

### 競馬
- 鈴木清（慶應義塾大学） - 日本中央競馬会元調教師。中央競馬初の大学卒業資格を持つ調教師。
- 成宮明光（日本大学） - 日本中央競馬会元調教師
- 加藤修甫（日本大学） - 日本中央競馬会元調教師
- 境征勝（日本大学） - 日本中央競馬会元調教師
- 高松邦男（日本獣医畜産大学） - 日本中央競馬会元調教師
- 中野隆良（明治大学） - 日本中央競馬会元調教師
- 武宏平（麻布大学） - 日本中央競馬会元調教師
- 松山康久（麻布獣医科大学） - 日本中央競馬会元調教師
- 河野通文（日本大学） - 日本中央競馬会元調教師
- 古賀史生（成蹊大学） - 日本中央競馬会元調教師
- 高橋祥泰（日本大学） - 日本中央競馬会元調教師
- 浅野洋一郎（麻布獣医大学） - 日本中央競馬会元調教師
- 高橋裕（日本獣医畜産大学） - 日本中央競馬会元調教師
- 小檜山悟（東京農工大学） - 日本中央競馬会元調教師
- 国枝栄（東京農工大学） - 日本中央競馬会調教師[5]
- 上原博之（中央大学） - 日本中央競馬会調教師
- 宮本博（京都産業大学） - 日本中央競馬会調教師[6]
- 伊藤圭三（日本大学） - 日本中央競馬会調教師、全日本学生馬術選手権大会優勝(1994年)
- 友道康夫（大阪府立大学） - 日本中央競馬会調教師
- 戸田博文（専修大学） - 日本中央競馬会調教師
- 藤原英昭（同志社大学） - 日本中央競馬会調教師
- 高木登（麻布大学） - 日本中央競馬会調教師
- 久保田貴士（明治大学） - 日本中央競馬会調教師、全日本学生賞典障害馬術競技(1987年)、全日本学生賞典馬場馬術競技優勝(1987-89年)、全日本学生賞典総合馬術競技優勝(1988、89年)、全日本学生馬術選手権優勝(1987-89年)
- 梅田智之（麻布大学） - 日本中央競馬会調教師
- 飯田良弘（京都産業大学） - 園田競馬調教師
- 大久保龍志（京都産業大学） - 日本中央競馬会調教師[6]
- 庄野靖志（日本大学） - 日本中央競馬会調教師
- 小笠倫弘（東京大学） - 日本中央競馬会調教師
- 鈴木孝志（京都産業大学） - 日本中央競馬会調教師
- 牧浦充徳（同志社大学） - 日本中央競馬会調教師
- 松山将樹（明治大学） - 日本中央競馬会調教師
- 高野友和（帯広畜産大学） - 日本中央競馬会調教師[7]
- 牧光二（中央大学） - 日本中央競馬会調教師
- 高柳瑞樹（明治大学） - 日本中央競馬会調教師[8]
- 尾形和幸 (中央大学） - 日本中央競馬会調教師、全日本学生馬術選手権優勝(1998年)
- 高柳大輔（京都産業大学） - 日本中央競馬会調教師
- 伊坂重信（慶應義塾大学） - 日本中央競馬会調教師
- 清水裕夫（日本獣医畜産大学） - フランスギャロ・シャンティイ調教場の調教師
- 栗田徹（日本獣医畜産大学） - 日本中央競馬会調教師
- 武井亮（北海道大学） - 日本中央競馬会調教師
- 宮田敬介（麻布大学） - 日本中央競馬会調教師
- 斉藤崇史（日本獣医畜産大学） - 日本中央競馬会調教師
- 林徹（東京大学） - 日本中央競馬会調教師[9]
- 池添学（明治大学） - 日本中央競馬会調教師、全日本学生賞典馬場馬術競技優勝優勝(2002年)、全日本学生馬術選手権優勝(2000年)、全日本ヤングライダー馬場馬術選手権優勝(2001年)
- 森一誠（東京農工大学） - 日本中央競馬会調教師
- 大江祐輔（日本大学） - 日本中央競馬会調教助手[10]
- 矢嶋大樹（慶應義塾大学） - 日本中央競馬会調教師[11]
- 木實谷雄太（東京農工大学） - ノーザンファーム天栄場長[5]
- 寺島良（北海道大学） - 日本中央競馬会調教師
- 佐藤悠太（日本獣医生命科学大学） - 日本中央競馬会調教師[11]
- 前川恭子（筑波大学） - 日本中央競馬会調教師[12]
- 高橋一哉（新潟大学） - 日本中央競馬会調教師[13]
- 上原佑紀（日本大学） - 日本中央競馬会調教師、全日本学生賞典総合馬術競技優勝優勝(2011年)
- 坂口智康（専修大学） - 日本中央競馬会騎手、関東学生賞典馬場馬術競技優勝(2012年)、全日本学生賞典馬場馬術大会準優勝(2012年)[14]
- 古川秀太（関西学院大学） - 日本中央競馬会調教助手[15][16]

### 馬術
- 佐々信三（英語版）（関西学院大学） - 1964年東京オリンピック代表
- 勝本正則（英語版）（関西学院大学） - 1964年東京オリンピック代表
- 高杉耕治（日本大学） - 1972年ミュンヘンオリンピック馬術監督
- 竹田恆和（慶應義塾大学） - 1972年ミュンヘンオリンピック、1976年モントリオールオリンピック代表
- 植田元（英語版）（日本大学） - 1976年モントリオールオリンピック代表
- 宮崎栄喜（英語版）（日本大学） - 1988年ソウルオリンピック、1992年バルセロナオリンピック代表
- 渡辺弘（英語版）（日本大学） - 1988年ソウルオリンピック代表
- 岩谷一裕（英語版）（日本大学） - 1988年ソウルオリンピック、1992年バルセロナオリンピック、1996年アトランタオリンピック代表
- 後藤浩二朗（日本大学） - 1992年バルセロナオリンピック代表。1986年アジア競技大会金メダル・個人銅メダル
- 細野茂之（英語版）（日本大学） - 1996年アトランタオリンピック、2000年シドニーオリンピック代表、2016年リオデジャネイロオリンピック馬術監督。2002年アジア大会総合馬術団体金メダル
- 加藤大助（英語版）（専修大学）- 2000年シドニーオリンピック代表
- 渡辺祐香（東海大学） - 2004年アテネオリンピック代表
- 土屋毅明（英語版）（明治大学） - 1996年アトランタオリンピック、2000年シドニーオリンピック代表
- 布施勝（英語版）（明治大学） - 1996年アトランタオリンピック、2000年シドニーオリンピック代表
- 北原広之（明治大学） - 日本中央競馬会職員。2020年東京オリンピック代表、2004-06年全日本馬場馬術選手権３連覇、2010年世界馬術選手権代表、アジア競技大会準優勝、1993年全日本ヤングライダー馬場馬術選手権優勝、1994年全日本学生賞典馬場馬術競技優勝
- 大岩義明（明治大学） - 2020年東京オリンピック代表（４大会連続出場）、2018年アジア競技大会金メダル、1998年全日本学生賞典総合馬術競技優勝
- 弓良隆行（英語版）（明治大学） - 2012年ロンドンオリンピック代表、2018アジア競技大会総合馬術団体金
- 福島大輔（明治大学） - 2020年東京オリンピック6位、2016年リオデジャネイロオリンピック代表、1999年全日本学生賞典障害馬術競技優勝、1997年全日本学生賞典総合馬術競技優勝
- 高橋正直（明治大学） - 2016年リオデジャネイロオリンピック代表、2018世界馬術選手権代表、2018年アジア競技大会団体優勝、2003年全日本学生賞典馬場馬術競技優勝、2003年全日本学生賞典総合馬術競技優勝
- 戸本一真（明治大学） - 日本中央競馬会職員。2020年東京オリンピック総合馬術4位、2005年全日本ヤングライダー馬場馬術選手権優勝、2002年全日本学生賞典障害馬術競技優勝、2004-05年全日本学生賞典馬場馬術競技優勝、2004年全日本学生賞典総合馬術競技優勝
- 林伸伍（明治大学） - 2020年東京オリンピック代表、2014・2016・2018・2023年全日本馬場馬術選手権優勝、2004・2006年全日本ヤングライダー馬場馬術選手権優勝、2006年全日本学生賞典馬場馬術競技優勝、2006年全日本学生賞典総合馬術競技優勝
- 佐藤賢希（英語版）（明治大学） - 2012年ロンドンオリンピック代表、2005年全日本学生賞典総合馬術競技優勝
- 佐渡一毅（京都産業大学） - 日本中央競馬会職員。2020年東京オリンピック代表[6]
- 北島隆三（明治大学） - 2020年東京オリンピック代表、2007年全日本学生賞典馬場馬術競技優勝
- 齋藤功貴（英語版）（明治大学） - 2020年東京オリンピック代表、2009-10年全日本学生賞典総合馬術競技優勝